# Язвини (Дорогичинський район)
Язвини (біл. Я́звіны) — село в Білорусі, у Дорогичинському районі Берестейської області. Орган місцевого самоврядування — Осовецька сільська рада.

## Географія
Лежить за 10 км на південний схід від Дорогичина.

## Історія
Селом володіли поміщики С. Гаврилкевич, В. Дановський. У період входження до міжвоєнної Польщі мешканці села зверталися до польського міністра з проханням відкрити в Язвинах українську школу.

## Населення
За переписом населення Білорусі 2009 року чисельність населення села становила 34 особи.

## Пам'ятки

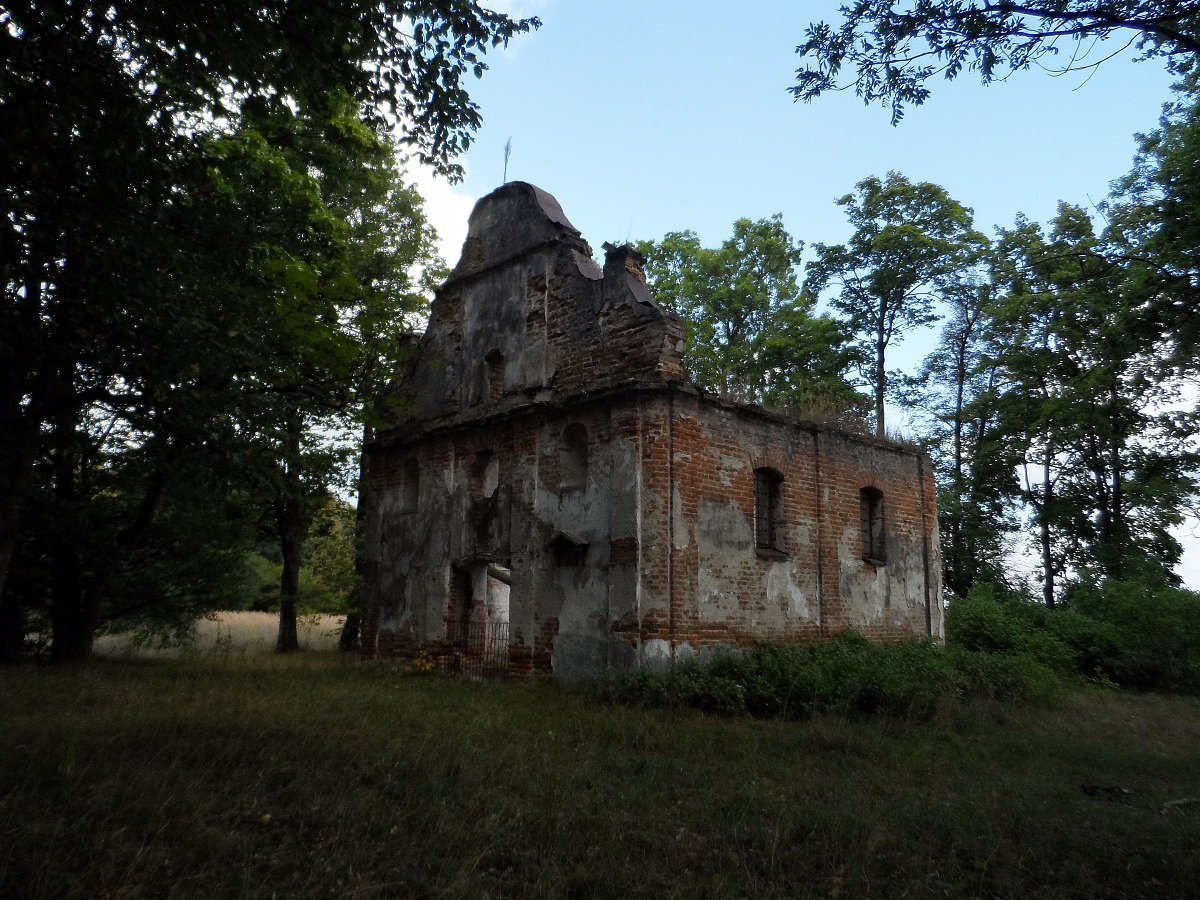
Католицька церква Святого Духа

- Католицька церква Святого Духа (1750), Історико-культурна цінність Білорусі.